# Margaretha af Ugglas
Märta Margaretha af Ugglas (Estocolmo, 5 de enero de 1939) es una empresaria y política sueca. Antigua miembro del Partido Moderado, fue ministra de Asuntos Exteriores de Suecia entre 1991 y 1994.

## Biografía
Hija de Hugo Stenbeck, abogado y fundador de Kinnevik AB, y de su esposa Märta (nacida Odelfeldt). Era hermana de Hugo Jr (1933-1976), Elisabeth Silfverstolpe (1935-1985) y Jan Stenbeck (1942-2002). Margaretha af Ugglas luchó de manera encarnizada con su hermano Jan por la fortuna de la familia, y posteriormente se retiró de Kinnevik AB.
Margaretha af Ugglas estudió Administración de empresas en la Escuela Radcliffe de la Universidad de Harvard desde 1960. Se graduó por la Stockholm School of Economics en 1964, con una licenciatura en administración de empresas y economía (Civilekonom). Luego trabajó para Veckans Affärer de 1967 a 1968 y Svenska Dagbladet, de 1968 a 1973 como editorialista. Fue miembro de la diputación provincial de Estocolmo desde 1971 a 1973, editora de la revista Svensk tidskrift entre 1980 y 1991, y fue diputada en el Riksdag entre 1974 y 1995.
Después de las Elecciones generales de Suecia de 1991, Margaretha af Ugglas se convirtió en la segunda mujer que desempeñó el cargo de Ministra de Asuntos Exteriores. Su mandato incluye la finalización de las negociaciones que condujeron a la entrada de Suecia en la Unión Europea. En 1992, junto con un Comisario de la UE y otros nueve Ministros de Asuntos Exteriores de la zona del mar Báltico, fundó el Consejo de Estados del Mar Báltico (CBSS) y el EuroFaculty. Af Ugglas fue presidenta de la Organización para la Seguridad y la Cooperación en Europa (OSCE) entre 1992 y 1993.
El Partido Moderado perdió las elecciones de 1994 y fue elegida diputada del Parlamento Europeo en 1995. Fue vicepresidenta del Partido Popular Europeo a partir de 1996. Fue miembro de la Comisión de Asuntos Exteriores, miembro de la junta directiva de la Agencia Sueca Internacional de Cooperación al Desarrollo (ASDI) y delegada del Consejo de Europa. Además, Af Ugglas fue miembro de la junta directiva de la Bulten-Kanthal AB, Kinnevik AB Boliden AB, Swedish Match y Stora Kopparbergs Bergslags AB. Fue presidenta de la ONG Save the Children de Estocolmo, de la Asociación Servicio de Defensa Voluntaria de las Mujeres Suecas y de la Fundación Jarl Hjalmarson de 2002 a 2010.

## Vida personal
Desde 1966 estuvo casada con Bertil af Ugglas (1934-1977), hijo del comandante Oscar af Ugglas y Ingeborg.